# Siamraptor
Siamraptor é um gênero de dinossauros terópodes do grupo dos Carcharodontossauros, nativo da Formação Khok Kruat, da Tailândia central. Essa formação data do Cretáceo Inferior, durante a idade Aptiana, há cerca de 120 a 112 milhões de anos. Até ao momento apenas uma espécie foi nomeada, Siamraptor suwati. O nome do gênero significa "Ladrão da Tailândia", em alusão ao país onde foi encontrado.
Este é o primeiro Carcharodontossauro descrito do Sudeste Asiático e o último representante de um clado de Carcharodontossauros basais típico do Jurássico, composto por Veterupristisaurus e Lusovenator.

## Descoberta e nomeação
O holótipo do gênero, NRRU-F01020008, compreende a porção posterior de uma mandíbula direita, com os ossos surangular, pré-articular e articular presentes. Além do holótipo, outros fósseis, de pelo menos 3 indivíduos, foram encontrados junto ao holótipo e atribuídos ao gênero. Esses espécimes possuem fragmentos do crânio e mandíbula, além de parte do esqueleto pós-craniano, como vértebras cervicais, dorsais e caudais, um ungueal, uma tíbia direita, um ísquio direito e uma falange do pé. Esses fósseis foram encontrados nos arredores da Vila de Saphan Hin, na Província de Nakhon Ratchasima, na Tailândia. As rochas dessa região pertencem à Formação Khok Kruat, do Grupo Khorat, e data da idade Aptiana do Cretáceo Inferior, há entre 120 e 112 milhões de anos.

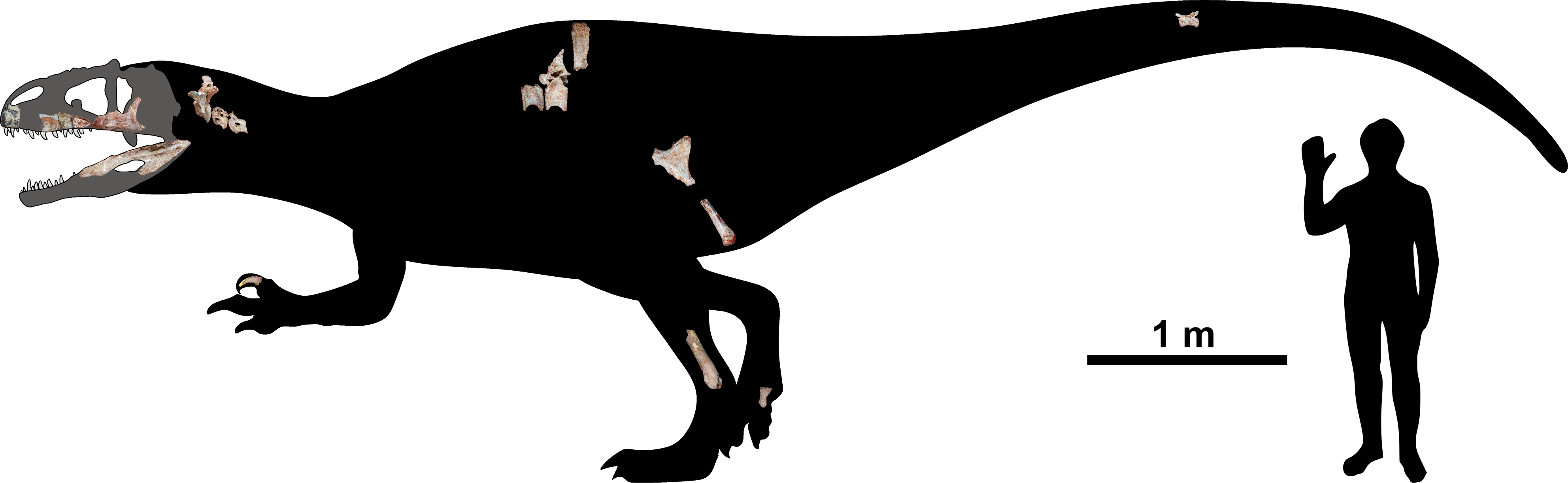
Comparação de tamanho entre Siamraptor suwati e um humano adulto.

O nome Siamraptor combina Siam, adjetivo para Tailândia, e raptor, que significa ladrão. Já o epíteto específico S.suwati honra Suwat Liptapanlop, apoiador das pesquisas do "Northeastern Research Institute of Petrified Wood and Mineral Resources". O nome completo significa "Ladrão Tailandês de Suwat".

## Descrição e paleobiologia
Tal como seus parentes próximos, o Siamraptor suwati era um dinossauro bípede e carnívoro, adaptado para a caça de presas de grande porte, como saurópodes e ornitópodes. Este táxon foi estimado em 7,9 metros de comprimento, tornando-o um Carcharodontossauro de porte médio, semelhante a Ulughbegsaurus e Neovenator.
Mesmo vivendo durante o Cretáceo, Siamraptor é mais parecido com os primeiros carcharodontossauros, que viveram durante o Jurássico. Esse parentesco implica que o grupo Carcharodontosauria teve um dispersão precoce, ainda durante o Jurássico Superior.

## Paleoecologia
Além de Siamraptor, a Formação Khok Kruat também era lar de peixes, tubarões, tartarugas, crocodilos e vários tipo de dinossauros. A fauna de dinossauros era composta dos gêneros Psittacosaurus, um ceratopsiano, Ratchasimasaurus, Siamodon e Sirindhorna, ornitópodes, além de espinossaurídeos, megaraptorídeos e saurópodes não descritos ou conhecidos apenas por material dentário.

## Classificação
É consenso entre os paleontólogos que Siamraptor é um tipo basal de Carcharodontosauria, e recentemente tem sido agrupado com outros táxons do Jurássico Superior,como  Veterupristisaurus, Lusovenator e o carcharodontossauro da Formação Sergi ainda não nomeado.
Cladograma por Bandeira et al (2021):
|  | Carcharodontossauro da Formação Sergi |
|  |                                       |
|  | Siamraptor                            |
|  |                                       |
|  | Veterupristisaurus                    |
|  |                                       |
|  | Lusovenator                           |
|  |                                       |

|  | Neovenatoridae        |
|  |                       |
|  | Carcharodontosauridae |
|  |                       |

|  | Carcharodontossauro da Formação Sergi |
|  |                                       |
|  | Siamraptor                            |
|  |                                       |
|  | Veterupristisaurus                    |
|  |                                       |
|  | Lusovenator                           |
|  |                                       |

|  | Neovenatoridae        |
|  |                       |
|  | Carcharodontosauridae |
|  |                       |

|  | Carcharodontossauro da Formação Sergi |
|  |                                       |
|  | Siamraptor                            |
|  |                                       |
|  | Veterupristisaurus                    |
|  |                                       |
|  | Lusovenator                           |
|  |                                       |

|  | Neovenatoridae        |
|  |                       |
|  | Carcharodontosauridae |
|  |                       |

|  | Carcharodontossauro da Formação Sergi |
|  |                                       |
|  | Siamraptor                            |
|  |                                       |
|  | Veterupristisaurus                    |
|  |                                       |
|  | Lusovenator                           |
|  |                                       |

|  | Neovenatoridae        |
|  |                       |
|  | Carcharodontosauridae |
|  |                       |